# 動物系戀人啊
《動物系戀人啊》（英語：Tree In The River），2018年台灣與中國大陸合拍的偶像剧。由鍾欣潼、賀軍翔、隋棠、張睿家领衔主演，由金牌導演瞿友寧和新銳導演許瑋操刀執導。2017年8月7日於臺灣開機儀式，拍攝時間為期三個月，10月殺青。 

2017年11月28日，女主角鍾欣潼楷同洪卓立出席發布會。2018年3月1日，片方發布了首支概念預告以及概念海報  ；3月14日，片方發布了「白色甜蜜版」海報以及定檔預告，並正式宣布該劇於搜狐視頻3月29日首播。台灣則由CHOCO TV3月30日播出、myVideo （页面存档备份，存于）
於4月13日播出。

## 播出時間

### 首播
| 频道                            | 所在地   | 播映日期       | 播出时间    | 备注             |
| ------------------------------- | -------- | -------------- | ----------- | ---------------- |
| 搜狐視頻                        | 中国大陆 | 2018年3月29日  | 晚間八點    | 每周四連播兩集   |
| CHOCO TV                        | 中華民國 | 2018年3月30日  | 晚間八點    | 每周五連播兩集   |
| myVideo （页面存档备份，存于）  | 中華民國 | 2018年4月13日  | 晚間八點    | 每周五連播兩集   |
| LINE TV                         | 中華民國 | 2018年6月28日  | 中午十二點  | 每周一至週五播出 |
| 台視主頻                        | 中華民國 | 2018年8月17日  | 晚間十點    | 每周五播出       |
| 八大戲劇台                      | 中華民國 | 2018年8月18日  | 晚間八點    | 每周六播出       |
| C-POP TV （页面存档备份，存于） | 日本     | 2018年10月30日 | 凌晨1點15分 |                  |

東南亞隨後跟播

## 劇情介紹
《動物系戀人啊》講述了乖乖女楚之河，在與穩重的王大樹相愛中獲得成長的故事，整部劇通過多條情感線的細膩展現，聚焦都市女性在不同狀態下的愛情哲學。
該劇的名字來源也十分戳中萌點，據悉，導演希望通過對動物習性的分析，與人們戀愛時的性格相匹配，如借喻長頸鹿與松鼠，兩種看似不同的動物相結合，產生的一種戀愛、相處模式反差萌，從輕鬆、有趣、新穎的的視角去探討嚴肅的都市愛情，甜蜜與萌點共存。

## 演员阵容

### 主要演员
| 演员                | 角色   | 性質              | 介绍 | 登场集数         |
| 鍾欣潼 配音：黃佳琪 | 楚之河 | 女主角 松鼠系戀人 | 王大樹戀人，跟王大樹是年少時的同班同學，表示期待一場浪漫的愛情，猶如可愛單純、略帶傲嬌的小松鼠。看中了大樹家距離公司比較近，硬要大樹租一個房間給自己。       | 全劇             |
| 賀軍翔              | 王大樹 | 男主角 長頸鹿戀人 | 楚之河戀人，跟楚之河是年少時的同班同學，以憨厚感十足的黑框眼鏡形象出現，就像一頭穩重忠厚的長頸鹿。從小就喜歡之河，偶然跟之河在婚禮相遇後，重拾對之河的愛慕。 | 全劇             |
| 隋 棠               | 盧芬妮 | 女配角 豹系戀人   | 秦浩戀人，是防禦性很強的豹形象，有多次推開工作對手秦浩的動作，但一句「我不會讓你看到我舔舐傷口」，似乎暗示著堅強背後另有隱情，最後會跟秦浩在一起。           | 全劇             |
| 張睿家              | 秦浩   | 男配角 狼系戀人   | 盧芬妮戀人，則是主動「捕獵」的狼形象，追逐愛情已成為他的本能，這一次他目光鎖定的似乎是小松鼠之河，最後會與盧芬妮在一起。                                     | 4-20             |
| 洪卓立              | 史傑森 | 男配角            | 王大樹好友。 | 1-12、16-19      |
| 林予晞              | 孫可芳 | 女配角            | 室內設計師、王大樹大學時的好朋友，喜歡大樹。 | 4-7、9-12、16-20 |

### 其他演员
| 演员   | 角色             | 介绍 | 登场集数              |
| 林育品 | 童心             | 楚之河閨蜜, 性格大喇喇的, 現在懷有第五胎 | 1-10、17-19           |
| Vica   | 幼時之河         | 從小就看得出是個五官深邃的小美女，吃不完的飯菜都會交給大樹 | 1                     |
| 何宇翔 | 幼時大樹         | 因常接收之河吃不完的飯菜，因此身形較肥，綽號「胖胖」 | 1                     |
| 今子嫣 | 娟姐             | 之河同事 | 2-4、6-9、12          |
| 百白   | 瘦瘦             | 之河同事 | 2、4-9、12、19        |
| 曲獻平 | 樂樂             | 之河同事，染了一頭淺珊瑚紅的頭髮 | 2、4-9、12、19        |
| 黎安   | 沐安琪           | 之河同事，誘拐郎大企圖上位，朗大被開除後似乎打算將目標轉向秦浩，後來透過和之河的對話說出自己很希望能被愛被呵護。是公司叛徒，將公司先完成的作品賣給其他公司，造成公司損失，導致秦浩下台謝罪扛起責任 | 2、4-9、12-13、16、19 |
| 林志儒 | 郎在行(郎大)     | 之河公司的高層，受到安琪誘拐，買了不少東西討她歡心，卻在自己被秦浩革職後，發現安琪只是在利用自己                                                                                                   | 2、4-5                |
| 大文   | 熊熊             | 之河同事 | 2、4-9、12、19        |
| 游小白 | 喇叭白           | 之河同事，和安琪都是公司叛徒，將公司先完成的作品賣給其他公司，造成公司損失，導致秦浩下台謝罪扛起責任                                                                                               | 2、4-5、8-9、12、16   |
| 侯昕煒 | 趙孟謙           | 楚之河前男友, 渣男一個，後來為了追回之河，將身分證上的名字改為「趙天作」，但大家還是叫他趙孟謙 | 2、5 、8              |
| 陳季霞 | 方太             | 之河公司高層，喜歡接自己人的case，導致員工要付出多餘心力處理還賺不到什麼錢。在公司內部成立「寵物團」，提倡幸福婚姻的生活，和芬妮的單身動物團成對比，對寵物團的成員照顧有加                         | 3-4、7-9、12          |
| 羅北安 | 楚大海           | 楚之河爸爸 | 13-15、17-20（回憶）  |
| 王月   | 楚媽             | 楚之河媽媽，擔心女兒嫁不出去一直安排相親，後來見證了大樹對之河的求婚，並支持他們在一起 | 3、7、8、13-15、17-20 |
| 謝其文 | 大象             | 大樹同事 | 1、4、7、11、12       |
| 盛平   | 愛情寵物團成員   | 愛情寵物團成員 |                       |
| 張永正 | 王董             | 大樹公司的大客戶，後因他的案件關係，讓大樹和之河所在的兩間公司在工作上有了合作 | 5-9                   |
| 應采靈 | 王董太太         | 喜歡唱聲樂，王董找大樹公司幫她完成開演唱會的夢想 | 5-6                   |
| 睦弈   | 丁小雨/盧小雨    | 盧芬妮、秦浩的女兒。曾喜歡張偉。一開始和芬妮極度衝突，對自己做錯的事毫無認知。渴望得到芬妮的關心                                                                                                   | 9-20                  |
| 邓育凯 | 张伟             | 與小雨年齡相仿，卻喜歡芬妮，追求芬妮的方式溫柔且貼心。在水族館上班，一開始因為小雨偷了水族館的變色龍而認識小雨和芬妮。                                                                             | 10-16、18             |
| 初孟軒 | 高中時期的秦浩   | 原本和芬妮在一起，後來出國念書，原本約好要和芬妮在國外見面，卻因和其他女生的互動導致芬妮誤會回國，青春情斷                                                                                         | 15-17                 |
| 姜予   | 高中時期的盧芬妮 | 原本和秦浩在一起，在秦浩出國念書後也跟著出國，原本想像可以在國外度過兩人的快樂時光，卻看見秦浩和其他女生的互動而傷心回國，但其實一切只是誤會。懷了小雨。                                           | 15-17                 |
| 劉心宇 | Jenny            | |                       |

### 特別演出
| 演员     | 角色         | 介绍 | 登场集数 |
| 黃志瑋   | 查定邦       | 花心的富公子 | 1        |
| 安唯綾   | 藍文玲       | 查定邦結婚的對象，暱稱「藍藍」，被芬妮在婚禮上講出前一夜還跟其他男生摟摟抱抱，場面尷尬 | 1        |
| 海裕芬   | 莎莎         | 之河同事，共同受邀參加查定邦和藍藍的婚禮，和之河都被安排在「快來追我」桌 | 1        |
| 柯叔元   | 張鐵漢       | 之河公司資歷很深的前輩，工作能力佳，在同事間人緣極好，卻因年齡增大工作效果漸失，被秦浩革職，後在秦浩的推薦下，進到雜誌公司當總編輯。                                                                               | 4,7,10   |
| 黃采儀   | GIGI愛情教主 | 電視上很紅的名人，曾介紹過必嫁男人的特質，一開始之河看了以後發現大樹完全符合，心裡幫大樹加了不少分數。和大樹離婚後，接觸到單身動物團的各位，他們以反向思考突破愛情教主的論點，之河才發現原來這些論點根本大好也大壞 | 6        |
| 邱昊奇   | 導演         | 大樹和之河公司為了完成王董的Case找來拍廣告的導演，對大樹一開始的表現不是很滿意 | 10-11    |
| 张颖双   | 裴裴         | 秦浩爸爸朋友的女兒，是秦浩爸爸找來陪秦浩適應新加坡的女生，和秦浩是好朋友，曾經喜歡過秦浩，但發現自己始終走不進他心裡後，便放棄了這段感情                                                                           | 15,17    |
| 張信祥   | 秦浩父       | 不認同芬妮，對秦浩和芬妮的感情處處從中作梗，導致兩人18年的誤會。接秦浩到新加坡後，安排裴裴陪他適應新加玻的環境。發現秦浩對女兒小雨的愧疚後，企圖強行帶回小雨，但失敗了。                                           | 16-17    |
| 陈寿臣   | 馬哥         | 大樹在新加坡的好友，幫助大樹調查秦浩和芬妮當年誤會的重要幫手 | 17       |
| 北村豐晴 | 小萬         | 童心老公 | 19       |

## 电视原声带
※ 片頭曲、片尾曲、插曲➔ 由 環球唱片 提供；指定曲➔ 由 英皇娛樂 提供
| 曲序 | 曲目                     |        | 作曲   | 演唱                     |
| ---- | ------------------------ | ------ | ------ | ------------------------ |
| 1.   | 舞舞舞（片頭曲）         | 陳珊妮 | 苗小青 | 蕭亞軒                   |
| 2.   | 你不會懂（指定曲）       | 宋揚   | 陳子龍 | 鍾欣潼 (阿嬌)            |
| 3.   | 單身動物園（片尾曲）     | 莊鵑瑛 | 廖偉杰 | 莊鵑瑛                   |
| 4.   | 下一首情歌（插曲）       |        |        | 吳建豪                   |
| 5.   | 給那年的自己（插曲）     |        |        | 梁文音                   |
| 6.   | 你和你的保麗龍心（插曲） |        |        | 王大文                   |
| 7.   | 軌道（插曲）             |        |        | 王大文                   |
| 8.   | Hey Gordan 孤單（插曲）  |        |        | 曾予謙                   |
| 9.   | 我說寶貝（插曲）         |        |        | 昌璟翔 (阿達) & 黃路梓茵 |
| 10.  | So far so good（插曲）   |        |        | 莊鵑瑛                   |

## 幕後
- 拍攝地點：
  -  中華民國
    - 臺北市 大安區
    - 新竹縣 關西鎮 六福莊生態度假旅館
    - 臺中市 西屯區 萊特薇庭宴會廳 / 烏日區 清新溫泉度假飯店

  -  新加坡
    - 新加坡 哈芝巷